# Convenció d'Akkerman
La Convenció d'Akkerman va ser un tractat signat el 7 d'octubre de 1826 entre els Imperis Rus i Otomà a la ciutat de Akkerman (actualment Bilhorod-Dnistrovskyi, Ucraïna) en la qual s'acceptaven les demandes russes sobre els principats de Sèrbia, Moldàvia i Valàquia.
La Convenció va imposar que els hospodars  de Moldàvia i Valàquia havien de ser elegits per les respectives Assemblees per un període de set anys, amb l'aprovació de les dues potències signants. També va permetre la retirada de les forces otomanes dels dos Principats del Danubi després de la seva llarga estada des de les accions militars de 1821 en resposta a les activitats de la Philikí Hetairía durant la guerra d'independència de Grècia i la revolució de Valàquia de 1821 de Tudor Vladimirescu. Els otomans també van acceptar cedir a Valàquia el control dels ports del riu Danubi de Giurgiu, Brăila i Turnu. La Convenció també va abordar l'aixecament de Sèrbia: l'article 5 es va concedir autonomia al Principat de Sèrbia. Els serbis també van aconseguir llibertat de moviment al llarg de tot l'Imperi Otomà. El rebuig de la convenció per part del sultà Mahmut II va provocar la guerra Russo-Turca de 1828.